# 山本平弥
山本 平弥（やまもと へいや、1922年（大正11年）- 2012年（平成24年））は、日本の学者、海上保安官、海軍軍人（予備将校）である。最終階級は海軍大尉。工学博士。

## 経歴
新潟県長岡市において生まれる。1943年（昭和18年）東京高等商船学校機関科（現・東京海洋大学）卒業。
大阪商船に入社するも、海軍に応召。重巡洋艦「足柄」、防空駆逐艦「秋月」に乗り組み、機関科分隊士として軍務につく。1944年に乗艦「秋月」が沈没し、九死に一生を得る。その後、横須賀海軍砲術学校教官に転任し、海軍予備生徒の教育に従事。終戦時は海軍大尉。
戦後は、大阪商船に復帰するが、間もなく海上保安庁に入庁し、巡視船機関長等を歴任し、海上保安大学校教授（現・名誉教授）、第七管区海上保安部長、海上保安学校長を歴任。退官後は海技大学校長をつとめた。大阪大学から工学博士の学位を受けている。

## 著作
著書に『海軍予備士官の太平洋戦争―風呂敷に包まれた短剣』（光人社、ISBN 4-7698-0479-2 C0095）があり、戦時中の高等商船学校出身の予備将校の活躍が詳しく書かれている。